# Eugene Robert Glazer
Eugene Robert Glazer (Brooklyn, 16 december 1942) is een Amerikaans acteur. Hij is vooral bekend als 'Operations' in de Canadese televisiereeks Nikita (1997-2001). Glazer speelde ook nog in andere televisiereeksen mee zoals Charmed, 24 en Walker, Texas Ranger.
Hij is sinds 7 juni 1991 getrouwd met de actrice Brioni Farrell die ook in een aflevering in Nikita speelde.

## Filmografie
- CSI: NY (TV) (2006)
- Charmed (TV) (2005)
- 24 (TV) (2003)
- Mutant X (TV) (2003)
- Nikita (1997-2001)
- New Blood (1999)
- It's My Party (1996)
- Scanner Cop II (1995)
- Walker, Texas Ranger (1994)
- Bounty Tracker (1993)
- Dollman (1991)